# Das Bad der Diana
Das Bad der Diana ist ein Gemälde des italienischen Barockmalers Giovanni Francesco Barbieri, genannt Il Guercino. Es entstand um 1620 nach einem Aufenthalt des Malers in Venedig. 

## Bildinhalt
Auf der linken Seite des Gemäldes sind zwei Frauen zu sehen. Die untergehende Sonne erfasst mit ihren letzten Strahlen die zwei entkleideten Frauen. Eine der Frauen wendet dem Betrachter den Rücken zu und ist dabei, sich das linke Bein abzutrocknen. Die zweite Frau ist im Profil zu sehen. Sie ist nach vorne gebeugt, während sie ihren Kopf und ihren Oberkörper unter einem weißen Tuch verbirgt. Die Dienerin am linken Rand ist teilweise vom Rand der Leinwand abgeschnitten. Sie trägt  eine Schale und ein rotes Tuch zu der linken Frau. 
Im Dunkel der rechten Bildseite zerfleischen zwei Hunde einen Hirsch. Dies macht die Zuordnung des Bildes zur griechischen Mythologie möglich. Nach Ovid streifte Aktaion sorglos durch den Wald, wobei er die badende Diana überraschte. Ihres Bogens beraubt, bespritzte sie Aktaion mit dem Wasser der Quelle. Daraufhin wuchs Aktaion ein Geweih aus der Mitte der Stirn, seine Ohren wurden länger und länger, Hände und Füße wandelten sich zu gespaltenen Hufen und ein geschecktes Fell bedeckte seinen Leib. Seine eigenen Hunde verfolgten den in einen Hirsch verwandelten Aktaion und zerfleischten ihn schließlich. 